# 이치키 류이치
이치키 류이치(일본어: 一木 立一, 1998년 11월 24일~)는 일본의 축구 선수이다.

## 구단 경력
그는 2021년 J2리그의 더스파구사쓰 군마에 입단했다. 2021년 8월 일본 풋볼 리그의 FC 가리야로 이적했다. 2022년부터 2023년까지 오키나와 SV에서 뛰었다. 2024년 일본 지역 리그의 본즈 이치하라로 이적했다.